# لاینس روچ
لاینس روچ (به انگلیسی: Linus Roache) (زاده ۱ فوریه ۱۹۶۴) بازیگر انگلیسی است.
از فیلم‌های معروف او می‌توان به بازی در فیلم فراموش شده، بدون توقف، جنگ هارت، لینک و وایکینگ‌ها اشاره کرد.